# Naimi Kari
Naëmi (Naimi) Mathilda Kari, född Kylmänen 6 maj 1878 i Helsingfors, död 27 januari 1968 i Helsingfors, var en finländsk skådespelare. Kari medverkade i tre filmer mellan 1922 och 1927. Hon var gift med grafikern Kaarlo Kari.

## Filmografi
- 1922 – När far hade tandvärk
- 1923 – Rautakylän vanha parooni
- 1927 – Flyktingarna från Murman